# Zumaglia
Zumaglia – miejscowość i gmina we Włoszech, w regionie Piemont, w prowincji Biella.
Według danych na styczeń 2009 gminę zamieszkiwało 1127 osób przy gęstości zaludnienia 430,2 os./km².